# Carl Johan Fahlcrantz (bokförläggare)

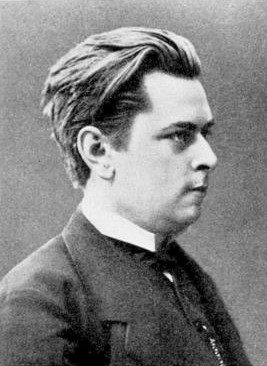
Bokförläggare Carl Johan Fahlcrantz

Carl Johan Fahlcrantz, född den 12 juli 1849 i Uppsala, död den 12 februari 1915 i Stockholm, var en svensk bokförläggare och författare. Pseudonymer: Antonelli, Erland Waller, Kalle Björkkvist. Signaturer: C.J.F. och F.

## Biografi
Fahlcrantz blev filosofie doktor i Uppsala 1872. Han grundlade 1877 bokförlaget Fahlcrantz & Co., som länge innehades av honom ensam och som 1925 övertogs av sonen, skådespelaren Carl Johan Fahlcrantz. 
Han var son till biskop Christian Eric Fahlcrantz (1790-1866) och hans hustru Aurora Wilhelmina Fahlcrantz, dotter till akademiledamoten Johan David Valerius. Han var bror till landskapsmålaren Axel Fahlcrantz (1851-1925). Hans båda farbröder var konstnärer, de var landskapsmålaren Carl Johan Fahlcrantz (1774-1861) och skulptören Axel Magnus Fahlcrantz (1780-1854). 

## Förlagsutgivning
På Fahlcrantz förlag utkom bland annat: 
- Svenska biblioteket (1884-89). 
  - Fries, Theodor Magnus, Växtriket. 1884
  - Illustrerad helsovårdslära. 1885-1889
  - Jäderin, Edvard, Stjernverlden. 1888
  - Körner, Axel, Juridisk rådgifvare och formulärbok. 1888
  - Melander, Klas, De fysiska naturlagarne och deras användning. 1886
  - Praktisk handbok för alla. 1-2. - 1884-1888
  - Rosenberg, Johan Olof, Kemiska kraften. 1887
  - Sjögren, Otto, Allmän verldshistoria. 1-3. 1885-1888
  - Svenonius, Fredrik, Stenriket och jordens byggnad. 1888
  - Svensén, Emil, Jorden och menniskan. 1884-1887
  - Sveriges grundlagar och kommunalförordningar m. m. 1885
  - Tullberg, Tycho, Djurriket. 1885
  - Vårt land. 1884-1888
- Svenska parnassen. Ett urval ur Sveriges klassiska litteratur i 20 häften (1889-1891).
- Fahlcrantz & Co:s universal-bibliotek, mästerverk ur världslitteraturen i nya översättningar (1888-1892).
- Vetenskap för alla, 3 band (1878-80).
- Barnkammarens bok. Illustrerad & tecknad af Jenny Nyström (1882-1890).
- Mälardrottningen. En skildring i ord och bild af Sveriges hufvudstad och dess omgifningar (1896)

Därutöver kan nämnas botanikern Thore M. Fries (Theodor "Thore" Magnus Fries)' Linnébiografi (1903), Edvard Lidforss' översättning av "Don Quijote" och av Dantes "Gudomliga komedi". 

### Varia
- Om de historiska förberedelserna till operadramat. Uppsala. 1872. Libris 2611971. https://runeberg.org/fcjopera/
- I svenska Bokhandelsfrågor. Stockholm: Fahlcrantz & Co. 1900. Libris 1644010
- Bok- och musikhandlarnes pensionsförening, 1853 4/12 1903. Stockholm: Pensionsföreningen. 1903. Libris 2207863
- Kalle Björkkvists lilla trädgårdsbok för egna hem. Allmännyttiga handböcker ; 2. Stockholm. 1910. Libris 2639204